# Артель (арт-проект)
Арт-Прое́кт «Арте́ль» — российский арт-проект, образованный в 2010 году городе Кимовск Тульской области. В данный момент существует в рамках музыкальной группы, исполняющей преимущественно русский рок, рок-н-ролл, блюз и джаз. Также в 2015 году Арт-Проект приступил к съемкам музыкального фильма, премьера которого была запланирована на первую половину 2016 года, однако, из-за физического уничтожения большей части декораций съемки были свернуты.

## История

### Начальный период творчества
Арт-Проект «Артель» был образован Артуром Роком и Иваном Александровым 13 марта 2010 года. Изначально стилевая направленность музыки определялась как «неидиоматическая импровизация». Основой репертуара стали песни, написанные А. Роком и исполнявшиеся его первой группой. В состав входили только сами основатели: Артур Рок (вокал, гитара) и Иван Александров (клавишные, губная гармоника). В данном составе группа появлялась на публике два раза — на Дне Студента в тульском рок-клубе «Молот» и на сольном концерте в клубе «Ворота Солнца». Успеха в жанре импровизации группа не получила, поэтому двинулась в почвенничество.

### 2011—2012 годы
В 2011 году в группе появился бас-гитарист Сергей Сидяков и клавишница Тори Гэс. Стиль музыки колебался от русского рока до хард-рока (данный жанр в творчестве не прижился, поэтому ни одной песни в нём записано не было). За весь 2011 год группа дала всего один концерт — 20 ноября в тульском Арт-Кафе «Бамбук», где и был записан первый live-альбом «Сказки», получивший впоследствии рецензию московской газеты «Завтра». В 2012 году группа отыграла сет на ежегодном фестивале молодых рок-групп «Молотняк-2012» в рок-клубе «Молот», который стал единственным выступлением. 3 декабря 2012 года вышел в свет альбом «18+», сочетающий в себе традиции русского рока и американского блюза с экспериментальной авангардной музыкой. «18+» также удостоился внимания музыкального обозревателя газеты «Завтра» Андрея Смирнова, и в феврале 2013 года вышла рецензия на него.

### 2013—2015 годы
В 2013 году группа участвует в тульском кастинге на фестиваль «Нашествие», проводимом «НАШЕ Радио Тула». В рамках этого конкурса 6 февраля состоялся прямой эфир с Арт-Проектом «Артель» в программе «Вперед и с песней». Тогда же, 6 февраля, группа отыграла на вечеринке «Среда обитания Нашего Радио Тула» в Чили-Баре. В ночь с 22 на 23 февраля Арт-Проект «Артель» побывал в шоу Семена Чайки на радиостанции «Маяк» в программе «Живые». Апрель ознаменован выходом альбома «черныерыбывпутине» — третьего альбома Арт-Проекта.
14 сентября 2013 года вышел четвёртый номерной альбом Арт-Проекта «Артель» — «Украшение Современной Музыки». В отличие от предыдущих данный альбом насчитывает 14 самостоятельных треков плюс пролог и эпилог.
1 мая 2014 года Проект презентовался в iTunes — стал доступен в продаже пятый альбом под названием «Записки метафизика, или песни о том, чего нет». По сложившейся традиции, альбом включал 9 треков общей продолжительностью около получаса. Продолжились эксперименты со стилем, которые были начаты ещё при основании Проекта. 1 августа группа появилась в эфире вечернего шоу «Добрый вечер, Профсоюзы!» на радио «Маяк». В конце 2014 Арт-Проект покидает басист Сергей «Сид» Сидяков.
Спустя ровно год — 1 мая 2015 — года появляется на свет альбом «Правда». Альбом представляет полное субъективное описание одного события — конфликта на Украине. Впервые Артель предстала в полностью акустическом звучании, что не помешало ей сделать диск атмосферным и тяжелым. К записи трека «Тяжело ль?» подключается Алексей Соколов (баян), который позже становится постоянным участником коллектива.

### 2016—2019 годы. Новая Артель
В начале 2016 года на почве личных разногласий группу покидает один из основателей и бессменный гитарист Проекта Иван Александров. В марте того же года к группе присоединяется басист Николай Вашкин, бас становится определяющей частью в новой артельной музыке - на нем исполняются и ритм, и соло-партии. Так формируется новый состав "Артели", состоящий из Артура Рока (гитара, вокал), Тори Гэс (клавиши, кахон, вокал), Алексея Соколова (баян, вокальные эксперименты) и Николая Вашкина (бас-гитара). В этом составе "Артель" записывает трек "Воронами небо полнится", который сходу попадает в федеральный эфир радиостанции "НАШЕ Радио" . Группа начинает работу над новым альбомом.
В конце 2018 года на сервисе Planeta.ru "Артель" открывает краудфандинговый проект по сбору средств на издание нового альбома, получившего название "Лютый". Проект успешно завершается в феврале 2019 года, благодаря чему "Лютый" становится первым краудфандинговым альбомом в истории тульской музыки. 17 марта 2019 года альбом выходит в цифровом виде на лейбле "Бомба-Питер".

## Дискография
| - 2011 — Сказки (Serebrovka Live) - Может Быть - Среднерусский блюз - Питер - Что Такое Радость - Война - Без Вести - Сказки - Гранж - Среднерусский блюз (old tape version) | - 2012 — 18+ - Ре-бемоль - Парасомния - Честное Слово - Даб - Кошмар - Легенда о Кактусе - Чикаго - Люцифер - Дождь | - 2013 — черныерыбывпутине - Совесть - Болото - Деньги - Время - Май - Хаос - Абсурд - Made in China - Черные Рыбы                        | - 2013 — Украшение Современной Музыки - Солнце (пролог) - Водитель Мусоровоза - Кошка - Скрипка - Не всерьёз - Жги - Рыбалка - Как чудно - H2S - Небо-Танго - Партизан - Учитесь - Автобан - Saschalandstrasse - Колыбельная - Пять минут до звонка (эпилог) |  |  |
| 2014 — Записки метафизика, или песни о том, чего нет - Intro - Письмо - ОНО - ГлавЕретик - Мы соскучились по войне - НацДемБлюз - РосГоспел - Ноль - Мир № 1                 | 2015 — Правда - Пешком под стол - Крик - Костя - Итог - Дерево - Ещё - Лилит - Тяжело ль? - Осень в Петербурге      | 2019 - Лютый - Сынок - Воронами небо полнится - Табу - Город с больными глазами - Шумит камыш - Черное небо - Солнцеворот - Таков - Знаки | |  |  |